# Petr Spálený
Petr Spálený (* 22. března 1944 Praha) je český hudebník, skladatel, kytarista, bubeník a zpěvák, člen kapely ApolloBeat.
Jeho bratr Jan Spálený je český hudebník a hudební redaktor, dramaturg a moderátor Českého rozhlasu. S první manželkou zpěvačkou Pavlínou Filipovskou má dvě dcery, Pavlínu a Johanu. Pavlína je novinářkou. Jeho druhou manželkou se stala zpěvačka Miluška Voborníková, mají spolu dceru Barboru.

## Stručný životopis
Začínal již koncem 50. let 20. století jakožto amatérský big-beatový hudebník, nejprve hrál na bubny, později během vojenské základní služby i na kytaru a flétnu. Po ukončení vojny začal vystupovat v hudební skupině Hippos (Hroši) svého bratra Jana Spáleného, jež byla později z popudu Jiřího Štaidla přejmenována na Apollobeat. Z té doby pocházejí i první hity jako např. „Plakalo bejby“.
Později působil i jako hudební skladatel, složil hudbu pro všechna představení Divadla Jiřího Grossmanna, napsal i hudbu k televiznímu pořadu Zajíc v pytli. Zahrál si několik drobných rolí i v několika českých filmech.
Jedná se o zpěváka, jenž se etabloval na pomezí rocku, country a popmusic, který často připomíná melodickou recitaci nebo zpívané pobrukování melodie. V roce 2015 však musel svou kariéru pozastavit kvůli operaci páteře.

## Diskografie
- 1969 To vadí/Mečíky – Supraphon 0 43 0643 h, SP
- 1969 Petr Spálený a Apollobeat – Supraphon, LP
- 1970 Dáma při těle/Zbrojnoš – Supraphon 0 43 1064 h, SP
- 1971 Ústa dívky Dáši/Já chci plout s Magdalénou – Supraphon 1 43 1217 h, SP
- 1971 Zvon šílencův – Supraphon 1 13 0918, LP (na CD v 1996)
- 1971 Dáma při těle – Supraphon 1 13 1000, LP
- 1972 Petr v Lucerně – Supraphon 1 13 1107, LP
- 1972 Sail With Me – Artia 1 13 1190, LP
- 1973 Podoby – Supraphon (2LP) (na CD v 1997)
- 1974 Lásko je tě málo/Bílá Lydie – Supraphon 0 43 1641 h, SP
- 1979 Obyčejný muž/Houpací síť – Supraphon 1 43 2245, SP
- 1980 Peggy/Hotel Blues – Supraphon 1143 2425, SP
- 1980 Necítím se sám/Baletky – Supraphon 1143 2461, SP
- 1980 Dítě Štěstěny – Supraphon, LP (na MC, CD v 2001)
- 1980 Motel Nonstop – Supraphon, MC
- 1980 Hráč – Supraphon, MC
- 1981 Nemusíš se ptát/Motel Nonstop – Supraphon 1143 2504, SP
- 1982 Lady/Kam se lásky podějí – Supraphon 1143 2589, SP
- 1982 Cítím ten kouř/Pop music – Supraphon 1143 2628, SP
- 1982 Motel Nonstop – Supraphon 1113 3085 H, LP
- 1983 Highways and Country Road – Artia, LP
- 1984 Dům smíchu – Supraphon, LP, MC
- 1987 Svět se koulí dál – Supraphon, MC
- 1990 Hráč – Apollo Records Comp, LP
- 1990 Až mě andělé – Carrera, LP
- 1993 Best of Petr Spálený – Supraphon, CD (reedice 2003, CD, podtitul: Táňo, nashledanou 1967 • 73)[2]
- 1993 Andělé – Apollo Records Comp, CD (sampler hitů)
- 1993 Pomalu a potichu – Apollo Records Comp, MC
- 1994 Jen mě vyzvi lásko na souboj – Apollo Records Comp, MC, CD
- 1996 Proč jsem tady – Apollo Records Comp, MC, CD
- 1996 Zvon šílencův – Bonton, CD (reedice LP z 1971)
- 1997 Podoby – Bonton, CD (reedice LP z 1973)
- 1998 Největší hity – Díky – Popron Music EAN: 8 590442 042925, MC, CD
- 2000 Největší hity 2 – Dáma při těle – Popron Music, MC, CD
- 2001 Dítě Štěstěny – Bonton, MC, CD (reedice LP z 1980)
- 2001 Na týhle planetě už zůstanu – Popron Music, MC, CD
- 2003 Gold – Popron Music, CD
- 2003 … a ještě pár hitů – Popron Music, MC, CD
- 2004 Obyčejný muž, To nejlepší 1967 – 2004 – Supraphon SU 5517-2 312, (2CD)
- 2005 Jackpot – Supraphon SU 5640-2 331, CD
- 2008 Největší hity – 1 & 2 – Popron Music 204956 EAN: 8 590442 049566, CD
- 2008 Bylo fajn – Supraphon SU 5887-2 311, CD (podtitul: 20 originálních hitů 1969 – 2008)[3]
- 2010 Dítě Štěstěny – Supraphon SU 6018-2 313, (3CD), (podtitul: Největší hity 1967 – 2010)[4]
- 2013 Můj dým – EMI Music, CD[1]